# 8月1日
8月1日是陽曆年的第213天（閏年是214天），离一年的结束还有152天。

## 大事记

### 19世紀以前
- 前30年：亞克興戰爭：屋大維在亞歷山卓擊敗馬克·安東尼和克麗奧佩脫拉七世的軍隊，建立埃及行省。
- 527年：查士丁一世逝世後，原先培養成繼承人的養子查士丁尼一世被推選成為拜占庭帝國皇帝。
- 607年：日本推古天皇遣使者小野妹子向中國隋朝递交国书，國書中寫有「日出處天子致書日沒處天子無恙」，表明日本与隋朝地位平等；这与中国传统的“天无二日，民无二主”思想相违背，引得隋炀帝勃然大怒。
- 902年：阿拉伯—拜占庭戰爭：在易卜拉欣二世 (伊夫里基亞)（英语：Ibrahim II of Ifriqiya）領導下，阿格拉布軍隊奪取拜占庭的據點陶爾米納，結束穆斯林對西西里島的征服。
- 1291年：烏里、施維茨及翁特瓦爾登定《永久同盟誓約（英语：Federal Charter of 1291）》，組成舊瑞士邦聯。
- 1498年：哥伦布在第三次航行中于奥里诺科河口附近登陸南美洲。
- 1647年：中國清朝顺治皇帝晋封多铎为辅政叔德豫亲王。
- 1655年：中國清朝立内十三衙门铁碑，严禁宦官干政。
- 1774年：英国化学家约瑟夫·普利斯特里在加热氧化汞时发现氧气，证实瑞典化学家卡尔·舍勒的研究。
- 1798年：霍雷肖·納爾遜率領的英國皇家海軍和法國地中海艦隊在埃及爆發決定性的尼羅河河口海戰。

### 19世紀
- 1831年：英國伦敦桥新桥正式投入使用。
- 1855年：咸丰黄河大改道。
- 1876年：科罗拉多成为美国第38个州。
- 1892年：耶夫·德南（英语：Jef Denyn）在比利時梅赫倫的聖路茂狄主教座堂舉辦全球首場鐘琴音樂會。
- 1894年：大清帝國和大日本帝國同时向对方宣战，甲午戰爭爆发。
- 1895年：中國发生古田教案，成為義和團運動前最嚴重的攻擊洋人事件。

### 20世紀
- 1907年：罗伯特·贝登堡于白浪岛举办童军露营活动，被视为国际童军运动的起源。
- 1914年：德意志帝国在第一次世界大战期间向俄罗斯帝国宣战，标志着东方战线战事爆发。
- 1915年：中国开始统一银币，袁头银圆成为唯一法定銀圓。
- 1916年：黎元洪就任中華民國大總統。
- 1927年：中国共产党部队向中国国民党驻守南昌市的国民革命军部队发动进攻，第一次国共内战爆发。
- 1929年：中國上海反帝大同盟成立。
- 1930年：中国左翼戏剧家联盟成立。
- 1930年：八一吉敦暴動。
- 1934年：美國結束對海地的軍事佔領。
- 1935年：中國共產黨中央委員會发表《为抗日救国告全体同胞书》，即《八一宣言》。号召建立抗日民族统一战线。
- 1936年：第11届奥运会在德国柏林舉行，德國元首希特勒主持開幕式，是第二次世界大戰前最後一次奧運會。
- 1940年：日本外相松冈洋右首次使用“大东亚共荣圈”一词。
- 1941年：中華民國空軍飞虎队成立。
- 1944年：在波兰流亡政府指挥下，波兰家乡军在华沙发动反抗纳粹德国军事占领的华沙起义。
- 1946年：澳洲國會通過聯邦專案法：澳洲國立大學成立。
- 1950年：中國民航国内航线开航。
- 1952年：中國人民英雄纪念碑动工兴建。
- 1952年：中國八一电影制片厂前身解放军电影制片厂成立。
- 1955年：中華人民共和國與尼泊爾建交。
- 1956年：5612号台风登陆中国浙江，致使浙江全省近5000人丧生。
- 1960年：達荷美共和國成立。
- 1960年：中国人民革命军事博物馆开馆。
- 1966年：中共八届十一中全会召开，中華人民共和國掀起批判“资产阶级反动路线”的狂潮。文革全面爆发。
- 1973年：加勒比共同体和共同市場成立。
- 1974年：臺灣科技大學成立。
- 1981年：美国有线电视网MTV以播放音乐录影带的方式首播，成为世界首个全天播放音乐节目的频道。
- 1987年：國立臺灣大學管理學院正式改制成立。
- 1994年：中華民國完成第三次修憲，臺灣原住民正名成功，「原住民」取代山胞成為正式稱呼。

### 21世紀
- 2005年：香港地鐵迪士尼綫啟用。
- 2007年：橫跨美國明尼阿波利斯密西西比河的35W州際公路的9340號大橋發生災難性故障並倒塌，造成13人死亡，145人受傷。
- 2008年：連接中國北京市和天津市的京津城際鐵路建成通車，成為中國大陸第一條設計時速為350公里的高速鐵路[1][2][3]。
- 2010年：《集束彈藥公約》生效。
- 2011年：7月31日和8月1日，中国新疆喀什接连发生2起暴力恐怖袭击事件，至少造成10人死亡。
- 2014年：台灣高雄市前鎮區從一心路、二聖路口、三多路到凱旋路，近兩公里發生特大地底丙烯氣體爆炸事故，造成32人喪生，因此行政院宣布全台於8月5日－7日降半旗3天。
- 2015年：日本宮內廳公開玉音放送數位修復版。
- 2017年：阿富汗赫拉特一座清真寺发生自杀式袭击，造成20人死亡[4][5]。
- 2024年：美國等五個西方國家與俄羅斯、白俄羅斯在埃森博阿國際機場進行冷戰結束後最大規模的換俘行動，雙方共交換26人。

## 出生
- 前10年：克劳狄一世，罗马皇帝（54年逝世）
- 126年：佩蒂纳克斯，羅馬皇帝（193年逝世）
- 845年：菅原道真，日本平安時代學者、詩人、政治人物（903年逝世）
- 1007年：歐陽修，中國宋代文學家、政治家（1072年逝世）
- 1068年：金太祖完顏阿骨打，金朝開國皇帝（1123年逝世）
- 1313年：光嚴天皇，日本北朝初代天皇（1364年逝世）
- 1377年：後小松天皇，日本第100代天皇（1433年逝世）
- 1744年：，法國博物學家，進化論的奠基人（1829年逝世）
- 1770年：威廉·克拉克，美國探險家（1838年逝世）
- 1779年：法蘭西斯·史考特·基，美國律師、作家，美國國歌《星條旗》歌詞作者（1843年逝世）
- 1794年：詹姆斯·巴顿·朗埃克，美國肖像畫家、雕刻師（1869年逝世）
- 1815年：奧諾雷·雅基諾，法國外科醫生、動物學家（1887年逝世）
- 1816年：威廉·亞爾內爾·史萊克，美國律師、軍官、政治人物（1862年逝世）
- 1818年：瑪麗亞·米切爾，美國天文學家（1889年逝世）
- 1819年：赫爾曼·梅爾維爾，美國小說家、散文家、詩人，代表作《白鯨記》（1891年逝世）
- 1847年：安東·賴歇諾，德國鳥類學家、爬蟲兩棲類學家（1941年逝世）
- 1867年：威廉·斯皮爾斯·布魯斯，蘇格蘭博物學家、海洋學家、探險家（1921年逝世）
- 1877年：夏綠蒂·休斯，英國超級人瑞（1993年逝世）
- 1885年：乔治·德海韦西，匈牙利化學家，1943年諾貝爾化學獎得主（1966年逝世）
- 1889年：室生犀星，日本詩人、小說家（1962年逝世）
- 1896年：弗雷德里克·布拉開，美國物理学家（1972年逝世）
- 1913年：山田正男，日本土木工程師、都市計畫師，東京首都高速道路規劃者（1995年逝世）
- 1920年：海莉耶塔·拉克斯，非裔美國婦女，海拉細胞提供者（1951年逝世）
- 1920年：周璇，中國影星、歌星（1957年逝世）
- 1924年：阿卜杜拉·本·阿卜杜勒-阿齊兹·阿勒沙特，沙烏地阿拉伯國王（2015年逝世）
- 1925年：利陸雁群，利孝和夫人、香港電視廣播有限公司前非執董（2022年逝世）
- 1929年：哈菲佐拉·阿明，阿富汗政治人物，第2任阿富汗民主共和國部長會議主席（1979年逝世）
- 1930年：皮耶·布迪厄，法國社會學家、人類學家、哲學家（2002年逝世）
- 1931年：許水德，臺灣政治人物，前高雄市市長及臺北市市長、中華民國第17任內政部部長和第9任考試院院長。（2021年逝世）
- 1933年：米娜·古馬利，印度女演員、詩人（1972年逝世）
- 1936年：伊夫·聖洛朗，法國知名時裝設計師（2008年逝世）
- 1943年：田村正和，日本男演員（2021年逝世）
- 1951年：李進勇，台灣民進黨政治人物
- 1952年：佐蘭·金吉奇，塞爾維亞哲學教授、政治人物，前任塞爾維亞總理（2003年逝世）
- 1952年：蔡宏圖，台灣企業家
- 1952年：菅生隆之，日本男性聲優
- 1954年：森田順平，日本男演員、聲優
- 1954年：詹姆斯·格雷克，美國作家、科技史家
- 1955年：渡部悅和，日本陸上自衛隊將領
- 1957年：蘇啟誠，臺灣外交官（2018年逝世）
- 1957年：許海峰，中國射擊運動員、國家射擊隊總教練、國家體育總局射擊中心副主任
- 1957年：楊立新，中國男演員
- 1960年：米哈爾·馬丁，愛爾蘭政治人物，現任愛爾蘭總理
- 1961年：彼得·埃文斯，澳大利亞男子游泳運動員
- 1963年：若田光一，日本太空人
- 1963年：德米安·畢齊，墨西哥男演員
- 1964年：李澤鉅，香港企業家
- 1965年：藤真秀，日本男性聲優、演員
- 1966年：何啟南，香港男演員
- 1967年：曾貴章，台灣棒球選手
- 1970年：大衛·詹姆斯，英格蘭足球運動員
- 1971年：柯叔元，台灣男演員
- 1971年：王靜瑩，台灣女演員
- 1971年：陳妙瑛，香港女演員、模特兒，商人
- 1973年：托爾斯滕·利伯克內希特，德國職業足球運動員、教練
- 1975年：陳國坤，香港演員
- 1975年：麥家琪，香港演員
- 1975年：米倉涼子，日本女演員
- 1975年：龚琳娜，中國女歌手
- 1976年：金男珍，韓國男演員
- 1976年：伊萬·杜克，哥倫比亞政治人物、銀行家、律師，第33任哥倫比亞總統
- 1977年：葛大為，台灣作詞人、唱片企划、作家
- 1978年：李菁，中國相聲演員
- 1979年：周明璟，台灣前東森新聞主播
- 1979年：傑森·摩莫亞，美國男演員、模特兒、導演、編劇、製片人
- 1980年：施金典，台灣棒球選手
- 1980年：何嘉莉，香港女歌手、模特兒、演員
- 1981年：李蒿楠，中國短道速滑運動員
- 1981年：高志超，香港足球運動員、評述員
- 1985年：崔建軍，中國排球運動員
- 1985年：朱妮，韓國女演員、歌手
- 1985年：田舞陽，台灣男演員、主持人
- 1987年：塔絲·潘努，印度女演員
- 1988年：王若琳，台灣女歌手
- 1988年：吳羨婷，香港女配音員
- 1989年：黃美英，韓國女子偶像團體少女時代成員
- 1989年：黑川智花，日本女演員
- 1992年：陳肇鈞，香港足球運動員
- 1993年：胡慧儀，台灣女歌手
- 1993年：李靖筠，香港女模特兒、演員
- 1996年：何沛珈，香港女演員
- 1996年：東野有紗，日本女子羽球運動員
- 1996年：妍雨，韓國女子偶像團體MOMOLAND成員
- 1997年：龐加斯頓，馬來西亞音樂製作人、創作歌手、Youtuber
- 1997年：約米夫·卡加爾查，衣索比亞男子田徑運動員
- 1999年：傅珮慈，台灣女童星
- 2000年：金采源，韓國女子偶像團體IZ*ONE、LE SSERAFIM成員
- 2000年：福岡聖菜，日本女子偶像團體AKB48成員
- 2001年：朴蒔恩，韓國女子偶像團體STAYC成員
- 2003年：安性珉，韓國男子偶像團體CRAVITY成員
- 2003年：清宮玲，日本女子偶像團體乃木坂46成員
- 2005年：吳徽姸，韓國女子偶像團體LIGHTSUM成員

## 逝世
- 前30年：馬克·安東尼，古羅馬政治家和軍事家（前83年出生）
- 223年：曹彰，字子文，曹魏宗室和將領
- 477年：劉昱，字德融，小字慧震，是劉宋第八任皇帝，史稱後廢帝（463年出生）
- 527年：查士丁一世，東羅馬帝國皇帝（450年出生）
- 946年：仁惠夫人许新月，五代十國吳越國主钱弘佐生母（903年出生）
- 953年：述律平，遼太祖皇后（879年出生）
- 1137年：路易六世，法國卡佩王朝國王（1081年出生）
- 1146年：弗謝沃洛德二世·奧利戈維奇，基輔大公（1094年出生）
- 1214年：榮西，日本佛教徒、臨濟宗創始人（1141年出生）
- 1252年：柏郎嘉賓，義大利傳教士與探險家（1180年出生）
- 1402年：蘭利的埃德蒙，英格蘭政治家，五港總督（1341年出生）
- 1457年：洛倫佐·瓦拉，義大利人文學者、雄辯家和教育家（1407年出生）
- 1464年：科西莫·德·麥地奇，義大利銀行家、政治人物（1389年出生）
- 1714年：安妮女王，大不列顛王國女王（1665年出生）
- 1913年：列霞·烏克蘭卡，烏克蘭文學家、詩人、劇作家、社會活動家（1871年出生）
- 1920年：巴爾·甘格達爾·提拉克，印度政治家（1856年出生）
- 1921年：奥利弗·波斯比谢尔，美國鑄幣局費城總局第4任局長（1839年出生）
- 1935年：亞瑟·迪宏·理特，美國化學家、化學工程師（1863年出生）
- 1943年：林森，中國国民政府主席（1867年出生）
- 1943年：莉狄亞·利特維亞克，蘇聯王牌飛行員（1921年出生）
- 1944年：曼努埃爾·奎松，菲律賓總統（1878年出生）
- 1951年：阿圖爾·施納貝爾，奧地利鋼琴家、作曲家、音樂教育家（1882年出生）
- 1963年：迪奧多·羅賽克，美國詩人（1908年出生）
- 1966年：查爾斯·惠特曼，美國槍擊案犯人（1941年出生）
- 1967年：里夏德·庫恩，奧地利裔德國化學家（1900年出生）
- 1970年：奧托·海因里希·瓦爾堡，德國生物化學家（1883年出生）
- 1973年：吉安·弗朗切斯科·馬利皮耶羅，義大利作曲家（1882年出生）
- 1973年：瓦爾特·烏布利希，德國政治家（1893年出生）
- 1977年：程孝刚，中国机械工程专家（1892年出生）
- 1977年：，美國空軍飛行員（1929年出生）
- 1981年：帕迪·查耶夫斯基，美國編劇（1923年出生）
- 1989年：約翰·奧格登，英國鋼琴家（1937年出生）
- 1990年：諾博特·伊里亞思，猶太裔德國社會學家（1897年出生）
- 1996年：塔德烏什·賴希施泰因，瑞士化學家（1897年出生）
- 1997年：斯維亞托斯拉夫·里赫特，蘇聯鋼琴家（1915年出生）
- 1997年：永山則夫，日本連環殺手（1949年出生）
- 2004年：菲力普·艾貝爾森，美國物理學家（1913年出生）
- 2005年：法赫德國王，前沙特阿拉伯國王（1923年出生）
- 2006年：艾里斯·瑪麗恩·楊，美國政治學家（1949年出生）
- 2009年：柯拉蓉·艾奎諾，菲律賓政治人物，第11任菲律賓總統（1933年出生）
- 2022年：大竹宏，日本男演員、聲優（1932年出生）
- 2022年：卡洛斯·布利克森，烏拉圭男子籃球運動員（1936年出生）
- 2022年：伊琳卡·米特雷娃，馬其頓政治人物（1950年出生）
- 2023年：鄺業生，前亞洲電視編導、前無綫電視監製（1958年出生）
- 2025年：關根明子，日本女性聲優（1959年出生）

## 节假日和习俗
- 世界童軍旅巾日
- 南半球：聖布里吉德節
- 中华人民共和国：中国人民解放军建军节
- 中華民國：原住民族日[6]
- 汪精卫政权：中华民国复兴节
- 俄羅斯：第一次世界大战阵亡士兵纪念日[7]
- 瑞士：国庆日
- ：独立日